# Seth Wakeman

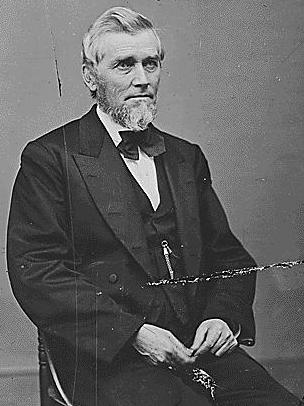
Seth Wakeman

Seth Wakeman (* 15. Januar 1811 in Franklin, Vermont; † 4. Januar 1880 in Batavia, New York) war ein US-amerikanischer Jurist und Politiker. Zwischen 1871 und 1873 vertrat er den Bundesstaat New York im US-Repräsentantenhaus.

## Werdegang
Seth Wakeman wurde ungefähr eineinhalb Jahre vor dem Ausbruch des Britisch-Amerikanischen Krieges in Franklin geboren und wuchs dort auf. In dieser Zeit besuchte er Gemeinschaftsschulen. Dann zog er nach Batavia, wo er Jura studierte. Nach dem Erhalt seiner Zulassung als Anwalt begann er zu praktizieren. Zwischen 1850 und 1856 war er Bezirksstaatsanwalt (district attorney) im Genesee County. Er saß in den Jahren 1856 und 1857 in der New York State Assembly. In den Jahren 1867 und 1868 nahm er an den verfassunggebenden Versammlungen von New York teil. Politisch gehörte er der Republikanischen Partei an.
Bei den Kongresswahlen des Jahres 1870 für den 47. Kongress wurde Wakeman im 29. Wahlbezirk von New York in das US-Repräsentantenhaus in Washington, D.C. gewählt, wo er am 4. März 1871 die Nachfolge von John Fisher antrat. Da er auf eine erneute Kandidatur im Jahr 1872 verzichtete, schied er nach dem 3. März 1873 aus dem Kongress aus.
Nach seiner Kongresszeit nahm er wieder seine Tätigkeit als Anwalt auf. Er verstarb am 4. Januar 1880 in Batavia und wurde dann auf dem Elmwood Cemetery beigesetzt.